# Cuttitta Cup
La Cuttitta Cup est un trophée de rugby à XV remis depuis 2022 au vainqueur du match annuel comptant pour le Tournoi des Six Nations entre l'Italie et l'Écosse.

## Histoire

### Création du trophée
Le trophée commémore Massimo Cuttitta (1966-2021), ancien capitaine italien et entraîneur de la mêlée écossaise, mort lors de la pandémie de Covid-19 en 2021 à l'âge de 54 ans,. Il est créé à l'initiative de la fédération écossaise, qui a contacté son homologue italienne ainsi que des proches de Cuttitta.
D'une taille de 50 cm pour environ 4,5 kg, la coupe a été conçue et fabriquée en argent massif par les bijoutiers d'Édimbourg Hamilton & Inches (en), qui se sont également occupés de la Calcutta Cup et ont fabriqué la Doddie Weir Cup. Pour réaliser le « trophée le plus compliqué que nous ayons jamais créé », les bijoutiers se sont inspirés de la forme de la Doddie Weir Cup en se tournant « vers la mêlée et son intense physicalité pour guider le reste de la composition ». Les anses de la coupe représentent deux piliers, en mémoire de Massimo, avec « deux joueurs [qui] semblent sortir du corps de la coupe avant de créer la mêlée, des images [que] l’équipe a délibérément utilisées pour faire référence à un génie, flottant d’une lanterne, un clin d’œil à ses prouesses de jeu et à son ampleur ». La coupe est parsemée de détails faisant référence au rugby, avec notamment un ballon de rugby ayant les logos des fédérations italienne et écossaise gravées dessus,,.
Il s'agissait aussi de donner un peu de visibilité à cette rencontre en imitant d'autres trophées du rugby international récompensant le vainqueur d'affrontements entre deux nations. L'Écosse met ainsi en jeu un trophée à chacune de ses rencontre du Tournoi des Six Nations :
- la Calcutta Cup contre l'Angleterre ;
- le Centenary Quaich contre l'Irlande ;
- le Trophée Auld Alliance contre la France ;
- la Doddie Weir Cup contre le pays de Galles ;
- et la Cuttitta Cup contre l'Italie.

Le titre a été décerné pour la première fois en 2022, à la suite du match du Tournoi des Six Nations 2022 entre les deux nations, et a été présenté par ses frères Marcello et Michele Cuttitta,.

### Massimo Cuttitta
Massimo Cuttitta (1966-2021) a joué en tant que pilier à 70 reprises pour l'Italie dont il a été le capitaine 20 fois. Il dispute deux Coupes du monde et prend part à la toute première édition du Tournoi des Six Nations en 2000.
Entraîneur des avants de plusieurs équipes italiennes ainsi que de l'historique club d'Édimbourg puis de l'Écosse pendant six ans, il était « extrêmement respecté et populaire » dans les deux nations,.

### Historique des confrontations
Le 12 mars 2022, l'Écosse remporte la toute première Cuttitta Cup au terme d'un match nettement dominé par l'Écosse (22-33) mais marqué par un doublé d'Ange Capuozzo pour sa première sélection,,.
Après une nouvelle victoire de l'Écosse l'année suivante marquée par un triplé de Blair Kinghorn (26-14), l'Italie remporte sa première Cuttitta Cup en 2024, au terme d'un match très serré (31-29).

## Confrontations
| No | Date             | Lieu                                    | Match           | Score   | Compétition                  |
| -- | ---------------- | --------------------------------------- | --------------- | ------- | ---------------------------- |
| 1  | 12 mars 2022     | Stade olympique, Rome — Italie          | Italie – Écosse | 22 – 33 | Tournoi des Six Nations 2022 |
| 2  | 18 mars 2023     | Murrayfield Stadium, Édimbourg — Écosse | Écosse – Italie | 26 – 14 | Tournoi des Six Nations 2023 |
| 3  | 9 mars 2024      | Stade olympique, Rome — Italie          | Italie – Écosse | 31 – 29 | Tournoi des Six Nations 2024 |
| 4  | 1er février 2025 | Murrayfield Stadium, Édimbourg — Écosse | Écosse – Italie | 31 – 19 | Tournoi des Six Nations 2025 |

## Records
- Plus longue série de victoires : 2 (Écosse de 2022 à 2023)
- Plus grande marge : 12 points (2023 : Écosse 26-14 Italie ; 2025 : Écosse 31-19 Italie)
- Plus petite marge : 2 points (2024 : Italie 31-29 Écosse)
- Plus gros total marqué : 60 points (2024 : Italie 31-29 Écosse)
- Plus petit total marqué : 40 points (2023 : Écosse 26-14 Italie)